# دراسات دولية
مصطلح الدراسات الدولية يشير عموماً إلى الشهادات والمواد الجامعية المحددة المعنية بدراسة «القضايا السياسية والاقتصادية والاجتماعية والثقافية الرئيسية التي تهيمن على جدول الأعمال الدولي». وقد يعني المصطلح تحديداً «الفهم المعاصر والتاريخي للمجتمعات العالمية والثقافات واللغات ونظم الحكم والعلاقات المعقدة بينهما التي تشكل العالم الذي نعيش فيه».
وترتبط مصطلحات ومفاهيم الدراسات الدولية والعلاقات الدولية ارتباطاً وثيقاً ومع ذلك، تركز العلاقات الدولية بشكل أكثر مباشرة على العلاقة بين البلدان، في حين أن الدراسات الدولية يمكن أن تشمل جميع الظواهر التي هي موجهة عالمياً.

## أنواع الدراسات
عادةً ما يتوفر اختصاص الدراسات الدولية كجزء من درجة بكالوريوس الآداب أو كدرجة آداب متخصصة بحد ذاتها، فيستطيع الطلاب الاختيار من مجموعة واسعة من المواضيع ليدرسوها ويتخصصوا بها. ومن مجالات الدراسة اتي تُدَّرس كثيراً:
- العلاقات السياسية والاجتماعية والاقتصادية والثقافية ضمن المنظومة الدولية
- السياسة الخارجية والدبلوماسية وغيرها من سبل التفاعل الأخرى بين بلدان العالم
- أهمية المجتمعات والثقافات والأنظمة الحكومية الأجنبية
- التنقل والحركة العالمية للأشخاص مثل المهاجرين واللاجئين والعُمَّال والطُلاّب والسُيّاح والمستثمرين
- دور المنظمات الدولية
- عولمة الاقتصاد العالمي
- لغات أجنبية
- تاريخ